# Sterphus intermedius
Sterphus intermedius är en tvåvingeart som beskrevs av Thompson 1973. Sterphus intermedius ingår i släktet Sterphus och familjen blomflugor.
Artens utbredningsområde är Bolivia. Inga underarter finns listade i Catalogue of Life.